# Monroyo
Monroyo – gmina w Hiszpanii, w prowincji Teruel, w Aragonii, o powierzchni 79,23 km². W 2011 roku gmina liczyła 390 mieszkańców.